# Long Into an Abyss
«Larga caída la abismo»  —título original en inglés: «Long into an Abyss» es el séptimo episodio de la segunda temporada de la serie de televisión estadounidense de ciencia ficción y drama Los 100. El episodio fue escrito por James Thorpe y dirigido por Antonio Negret. Fue estrenado el 10 de diciembre de 2014 en Estados Unidos por la cadena The CW.
Mientras Abby y Jaha intentan establecer su autoridad, Clarke tiene un plan para detener el ataque de los Grounders. En Mount Weather, Jasper, Monty, Miller y Harper planean su escape, mientras la Dr. Tsing y Cage realizan experimentos mortales.

## Argumento
Abby está decidida a encontrar una manera de proteger a su pueblo de un ataque de los terrícolas, incluso si esto significa marchar hacia territorio desconocido dejando a algunos cautivos atrás. Un preocupado Bellamy convence a Clarke de ir con él a la nave en la que llegaron, donde él y Octavia revelan un secreto peligroso. Lincoln ha sido convertido en un carroñero por los hombres de la montaña. Tras intentar salvarlo, a Clarke se le ocurre un nuevo y audaz plan para detener el ataque de los terrícolas, lo que lleva a Abby a tomar una decisión desesperada. Mientras tanto, en Monte Weather, Jasper y Monty comienzan a cuestionar los motivos de sus nuevos amigos, mientras que la doctora Tsing lleva a cabo un experimento mortal para determinar cómo hacer uso de los cautivos. Como un intento para detener la inminente guerra, Clarke pide una audiencia con la comandante de los terrícolas, Lexa, para pedirle una tregua. Como parte de la oferta, Clarke le asegura que sabe cómo volver a los carroñeros a su estado normal. Para probar su palabra, Clarke lleva a Lexa junto con sus soldados a la nave para mostrarles a Lincoln. Lexa queda sorprendida por la recuperación del terrestre y acepta formar una alianza con la gente del arca para derrotar a Monte Weather para así recuperar a su gente, pero antes tiene una condición que los celestes deberán cumplir.

## Elenco
- Eliza Taylor como Clarke Griffin.
- Paige Turco como Abigail Griffin.
- Thomas McDonell como Finn Collins.
- Bob Morley como Bellamy Blake.
- Marie Avgeropoulos como Octavia Blake.
- Devon Bostick como Jasper Jordan.
- Lindsey Morgan como Raven Reyes.
- Ricky Whittle como Lincoln.
- Christopher Larkin como Monty Green.
- Isaiah Washington como Theloneus Jaha.
- Henry Ian Cusick como Marcus Kane.

## Curiosidades
- Eve Harlow (Maya) es acreditada en el episodio pero no aparece. Posiblemente, Maya debía aparecer, pero la escena fue cortada.

## Recepción
En Estados Unidos, Long Into an Abyss fue visto por 1.62 millones de espectadores, de acuerdo con Tv by the Numbers.

### Recepción crítica
Caroline Preece escribió para Den of Geek: "Una de las cosas más fascinantes de Los 100 siempre ha sido la presencia abrumadora de personajes que solo intentan hacer cosas. Cualquiera que sea el lado en el que se encuentren o cualesquiera que sean sus motivos, todos y cada uno de estos personajes están luchando por algo, y creen de todo corazón que su objetivo es digno".
"La forma en que Los 100 ha manejado la historia de Finn este año ha sido una fuente de controversia para los fanáticos, y el aparente perdón de los otros personajes por sus acciones me parece un poco raro".
Selina Wilken para Hypable dijo: "En este episodio, fuimos testigos de lo que solo se puede describir como un milagro. Es una de las pocas veces en que algo ha salido según el plan para nuestros héroes... pero eso no significa que estén fuera de peligro".
Carla Day calificó el episodio para TV Fanatic con una puntuación de 4.8/5 y agregó: "La supervivencia de cada uno de estos grupos de personas dependerá de sus líderes, el código de honor por el que viven y la voluntad de adaptarse a esta nueva realidad para bien y para mal. Por primera vez, una verdadera oportunidad para la paz se presentó y parecía estar al alcance en Long Into an Abyss". "Los 100 continúan sorprendiéndome y asombrándome semana a semana. En este punto, todo es posible. Si bien no quiero ver a Finn morir a manos de los terrestres, es probable que pague por lo que hizo de alguna manera".
También alabó las actualiciones de Ricky Whittle (Lincoln) y Marie Avgeropoulos (Octavia); "Whittle puso todo lo que tenía en retratar a Reaper Lincoln y la expresión emocional de desamor y determinación de Avgeropoulos era palpable".